# Birmingham (Alabama)
 For alternative betydninger, se Birmingham (flertydig). (Se også artikler, som begynder med Birmingham)
Birmingham er en storby i den centrale del af delstaten Alabama i det sydlige USA. Selve byen Birmingham har 200.733 (2020, 2020) indbyggere, mens storbyområdet inklusive forstæder har 1.115.289(2020) indbyggere, og den er dermed den største by i delstaten Alabama. Birmingham er administrativt centrum for det amerikanske county Jefferson County og fungerer som et vigtigt regionalt knudepunkt.
Byen blev grundlagt i 1871 under Rekonstruktionstiden efter Den Amerikanske Borgerkrig. Den er opkaldt efter byen Birmingham i England. Fra grundlæggelsen til slutningen af 1960'erne var Birmingham en af Sydstaternes vigtigste industriområder. Den hastighed, hvormed Birmingham voksede i perioden fra 1881 til 1920, gav byen sine kælenavne The Magic City og The Pittsburgh of the South. Byens økonomiske grundlag blev dog mere sammensat i den anden halvdel af 1900-tallet. Under Borgerrettighedsbevægelsens storhedstid i 1950'erne og 1960'erne var der voldsomme racekonflikter i Birmingham, der i perioden fik øgenavnet Bombingham.

## Historie
Området for det, der nu er Birmingham, var oprindeligt jagtområde for cherokee-, choctaw- og muskogee-folkene. En første bosættelse af europæiske immigranter i området blev etableret i 1813. I 1861, under Den Amerikanske Borgerkrig, blev der opført et lille stålværk i det nuværende Birmingham.
Byen Birmingham blev grundlagt i 1871 under Rekonstruktionstiden efter Den Amerikanske Borgerkrig. Den opstod ved sammenlægningen af tre allerede eksisterende byer, især den tidligere by Elyton. Byen voksede derudfra og annekterede efterhånden mange flere af sine mindre nabobyer til et industri- og jernbanetransportcenter med fokus på minedrift, jern- og stålindustrien og jernbanedrift. Birmingham blev opkaldt efter byen Birmingham, en af Englands store industribyer. De fleste af de oprindelige bosættere, der grundlagde Birmingham, var af engelsk afstamning. Efter en historikers opfattelse var byen planlagt som et sted, hvor billig, ikke-organiseret og afroamerikansk arbejdskraft fra Alabamas landområder kunne ansættes i byens stålværker og højovne, hvilket gav byen en konkurrencefordel i forhold til andre industribyer i Midtvesten og det nordøstlige USA.

## Personer fra Birmingham
- R.G. Armstrong (1917–2012), skuespiller
- Odetta Holmes (1930–2008), sanger, aktivist
- Mary Badham (født 1952), skuespiller
- Condoleezza Rice (født 1954), politiker
- Courteney Cox (født 1964), skuespiller